# Myrcia laurifolia
Myrcia laurifolia är en myrtenväxtart som beskrevs av Jacques Cambessèdes. Myrcia laurifolia ingår i släktet Myrcia och familjen myrtenväxter. Inga underarter finns listade i Catalogue of Life.